# Oblasts autônomos da União Soviética
Os oblasts autônomos da União Soviética foram unidades administrativas criadas em diversas nações menores e que receberam relativa autonomia, dentro das repúblicas da União Soviética.

## República Socialista Soviética do Azerbaijão
- Oblast Autônomo do Nagorno-Karabakh (atual Nagorno-Karabakh)

## República Socialista Soviética da Bielorrússia
- Dzierzynszczyzna (1932-1935; Distrito Autônomo Polonês)

## República Socialista Soviética da Geórgia
- Oblast Autônomo da Ossétia do Sul (atual Ossétia do Sul)

## República Socialista Federativa Soviética da Rússia
Embora a Constituição da República Federativa Socialista Soviética da Rússia de 1978 especificava que os oblasts autônomos eram subordinados aos krais, esta cláusula foi removida na revisão constitucional feita em 15 de dezembro de 1990, quando foi especificado que os oblasts autônomos estariam diretamente subordinados à República Socialista Federativa Soviética da Rússia (RSFSR). Em junho de 1991 cinco oblasts autônomos existiam na RSFSR, quatro dos quais foram elevados ao status de república em 3 de julho de 1991:
- Oblast Autônomo Adiguês (atual República da Adiguésia)
- Oblast Autônomo de Gorno-Altai (atual República do Altai)
- Oblast Autônomo Judaico (inalterado)
- Oblast Autônomo Carachai-Circassiano (atual República Carachai-Circassiana)
- Oblast Autônomo Cacássio (atual República da Cacássia)

Outros oblasts autônomos também existiram em diversos pontos da história soviética:
- Oblast Autônomo Checheno (1922-1936; atual República Chechena)
- Oblast Autônomo Checheno-Inguchétio (1944-1957; fundido à RASS Checheno-Inguchétia)
- Oblast Autônomo Circassiano (Distrito Nacional Circassiano 1926-1928; OA Circassiano 1928-1957; posteriormente fundido ao OA Karachay-Circassiano)
- Oblast Autônomo Chuvache (1920-1925; atual República Chuvache)
- Oblast Autônomo Inguchétio (1924-1936; atual República da Inguchétia)
- Oblast Autônomo Cabardino-Balcar (1921-1936; atual República Cabardino-Balcar)
- Oblast Autônomo Calmuque (1920-1935; atual República da Calmúquia)
- Oblast Autônomo Kara-Quirguiz (1924-1926; renomeado para Oblast Autônomo Quirguiz em 1924, tornou-se uma república autônoma 1926 (RSSA Quirguiz), elevado a uma república da união em 1936 (RSS Quiguiz), e atualmente o Estado independente da República do Quirguistão)
- Oblast Autônomo de Karachay-Circássia (1922-1926; 1957-1991)
- Oblast Autônomo de Komi-Zyryan (1922-1929; atual República Komi)
- Oblast Autônomo Mari (1920-1936; atual República de Mari El)
- Oblast Autônomo da Ossétia do Norte (1924-1936; atual República da Ossétia do Norte-Alânia)
- Oblast Autônomo Tuvano (1944-1961; atual República Tuva)
- Oblast Autônomo Udmurte (1920-1934; atual República Udmurte)

## República Socialista Soviética Tajique
- Oblast Autônomo de Gorno-Badakhshan (atual Província Autônoma de Gorno-Badakhshan)

## República Socialista Soviética Ucraniana
- Marchlewszczyzna (1926-1935; Distrito Autônomo Polonês)
- Oblast Autônomo Moldavo (1924; tornou-se uma república autônoma (RSSA Moldava apenas alguns meses depois de sua formação, uma república da união (RSS Moldava, e atualmente a República da Moldávia)

## República Socialista Soviética Uzbeque
- Oblast Autônomo Caracalpaque (1925-1932; atual Caracalpaquistão)